# Leonardo da Vinci (couraçado)
O Leonardo da Vinci foi um couraçado operado pela Marinha Real Italiana e a terceira e última embarcação da Classe Conte di Cavour, depois do Conte di Cavour e Giulio Cesare. Sua construção começou em julho de 1910 no Cantieri navali Odero em Gênova e foi lançado ao mar em outubro do ano seguinte, sendo comissionado na frota italiana em maio de 1914. Era armado com uma bateria principal composta por treze canhões de 305 milímetros, possuía deslocamento de mais de 25 mil toneladas e alcançava uma velocidade máxima de 21 nós (40 quilômetros por hora).
O Leonardo da Vinci foi finalizado logo depois da entrada da Itália na Primeira Guerra Mundial, porém nunca participou de operações ofensivas devido a estratégias navais cautelosas. Ele emborcou e afundou no porto de Tarento em 2 de agosto de 1916 depois de uma explosão interna. Após dois anos de trabalho, seu casco foi reflutuado em setembro de 1919 e depois endireitado em janeiro de 1921. A Marinha Real tinha planos de reparar e modernizar o que restou do couraçado, porém ela não tinha o orçamento necessário e assim o Leonardo da Vinci foi desmontado em 1923.

## Características

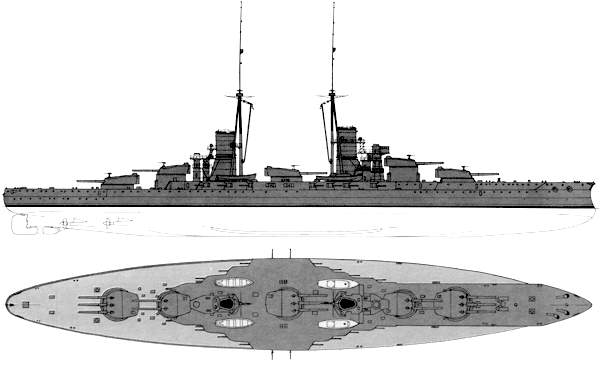
Desenho da Classe Conte di Cavour

O Leonardo da Vinci tinha 168,9 metros de comprimento da linha de flutuação, 176 metros de comprimento de fora a fora, boca de 28 metros e um calado que chegava a 9,3 metros. Possuía um deslocamento normal de 23 458 toneladas, porém esse valor podia chegar a 25 489 toneladas quando totalmente carregado. Seu sistema de propulsão era composto por vinte caldeiras Blechynden, oito das quais queimavam óleo combustível e as restantes uma mistura de óleo e carvão, que impulsionavam três conjuntos de turbinas a vapor Parsons, que por sua vez giravam quatro hélices; duas turbinas giravam as hélices externas e uma girava as duas hélices internas. Esse sistema foi projetado para produzir 31,2 mil cavalos-vapor (23 mil quilowatts) de potência e proporcionar uma velocidade máxima de 22,5 nós (41,7 quilômetros por hora), porém a embarcação só conseguiu chegar a uma velocidade de 21,6 nós (quarenta quilômetros por hora) a partir de 32,8 mil cavalos-vapor (24,1 mil quilowatts). Sua autonomia era de 4,8 mil milhas náuticas (8,9 mil quilômetros) a uma velocidade de dez nós (dezenove quilômetros por hora). A tripulação era composta por 31 oficiais e 969 marinheiros.
A bateria principal tinha treze canhões de 305 milímetros em cinco torres de artilharia: uma dupla sobreposta a uma tripla na proa, a mesma configuração na popa e uma tripla à meia-nau. Seus armamentos secundários tinham dezoito canhões de 120 milímetros em casamatas nas laterais do casco e catorze de 76 milímetros; treze destas podiam ser posicionadas em trinta locais diferentes da embarcação, incluindo no alto das torres de artilharia, no castelo da proa e conveses superiores. Também havia três tubos de torpedo submersos de 450 milímetros, um na popa e um em cada lateral. O cinturão de blindagem tinha 250 milímetros de espessura à meia-nau, reduzindo-se para 130 milímetros em direção da popa e oitenta na proa. Havia dois conveses blindados: o principal tinha 24 milímetros e aumentava para quarenta milímetros na junção com o cinturão principal, enquanto o segundo tinha trinta milímetros. As torres de artilharia eram protegidas por 280 milímetros na frente e 240 milímetros nas laterais, enquanto suas barbetas tinham entre 130 e 230 milímetros. As paredes dianteiras da torre de comando eram blindadas com 280 milímetros de espessura.

## História
O Leonardo da Vinci foi construído pela Cantieri navali Odero em Gênova. Seu batimento de quilha aconteceu em 18 de julho de 1912 e ele foi lançado ao mar 14 de outubro de 1911, sendo finalizado em 17 de maio de 1914. Foi nomeado em homenagem ao inventor e artista renascentista Leonardo da Vinci. O navio entrou em serviço um ano antes da entrada da Itália na Primeira Guerra Mundial, porém nunca participou de ofensivas e passou a maior parte do conflito no porto. O almirante Paolo Thaon di Revel, o Chefe do Estado-Maior Naval, acreditava que submarinos e lança-minas da Marinha Austro-Húngara conseguiam operar eficientemente no estreito Mar Adriático, com ele considerando essas ameaças aos seus grandes navios algo muito sério para utilizar sua frota principal. Em vez disso, Revel preferiu usar sua força de batalha para implementar um bloqueio na extremidade sul do Adriático, local considerado mais seguro, colocando embarcações menores, como barcos torpedeiros MAS, em ataques contra navios e instalações austro-húngaras. Os couraçados italianos, enquanto isso, foram preservados para confrontar a frota austro-húngara caso esta procurasse uma batalha decisiva.

### Naufrágio

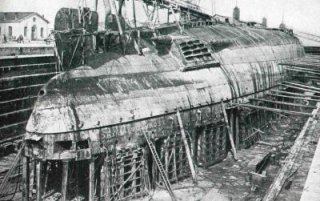
O casco emborcado do Leonardo da Vinci sob reparos em 1920

O couraçado sofreu uma explosão interna de um depósito de munição na noite de 2 para 3 de agosto de 1916 no porto de Tarento, ocorrida enquanto munições eram carregadas para dentro da embarcação, com ele em seguida emborcando a uma profundidade de onze metros. Vinte um oficiais e 227 marinheiros morreram. A investigação oficial que se seguiu culpou sabotadores austro-húngaros, porém é mais provável que o responsável tenha sido a instabilidade do propelente usado nos canhões.
A Marinha Real queria levantar o navio e inicialmente rejeitou quaisquer planos de demolir os destroços com explosivos. Acabou-se elaborando um plano de deixar o casco hermético e levantá-lo usando ar comprimido e pontões. Isto exigia que mergulhadores removessem o carregamento de carvão e munição e cortassem fora as torres de artilharia com o objetivo de reduzir o peso do casco. Uma outra complicação era que a maior doca seca em Tarento tinha uma profundidade máxima de 12,2 metros, porém o Leonardo da Vinci tinha emborcado a 15,2 metros. Isto significou que suas chaminés também precisariam ser cortadas.
Toda a preparação necessitou mais de dois anos e o couraçado foi reflutuado em 17 de setembro de 1919. Um canal profundo foi escavado de seu local de acidente até a doca seca, com ele sendo então movido para lá. Uma estrutura especial de madeira precisou ser construída para suportá-lo depois da água ser removida. Seus conveses não tinham sido projetados para suportar o estresse envolvido de estar de cabeça para baixo e precisaram ser reforçados a fim de suportarem o peso do casco, com reparos preliminares também sendo feitos em preparação de seu endireitamento. Um local profundo no porto foi escavado para essa tarefa e 410 toneladas de água de lastro foram adicionadas em locais calculados para ajudar no endireitamento. O trabalho inicial envolveu bombear 7,6 mil toneladas de água para o estibordo do navio, com o Leonardo da Vinci sendo completamente endireitado em 24 de janeiro de 1921. A Marinha Real planejou modernizar a embarcação ao substituir sua torre de artilharia central por seis canhões antiaéreos de 102 milímetros, porém ela não tinha o orçamento necessário e acabou vendendo o casco para desmonte em 22 de março de 1923.